# QTI
L'especificació de l'estàndard IMS Question and Test Interoperability (QTI) defineix un llenguatge XML per a l'intercanvi de preguntes i avaluació entre diferents sistemes.
Consisteix en un model de dades que defineix estructures de preguntes, avaluacions i resultats, tots junts vinculats en un XML que principalment defineix un llenguatge per a l'intercanvi de preguntes i altres materials d'avaluació. El lligam XML és àmpliament utilitzat per a l'intercanvi de preguntes entre diferents eines d'autor i pels editors. Les parts d'avaluació i de resultats de l'especificació són menys utilitzades.

## Antecedents
QTI va ser creat per l'IMS Global Learning Consortium, que és un consorci acadèmic que desenvolupa especificacions per fer interoperables les tecnologies d'aprenentatge. QTI s'inspira en la necessitat d'un disseny interoperable de preguntes i per evitar a la gent que perdi o que hagi de tornar a escriure preguntes cada cop que la tecnologia canvia. El desenvolupament i validació de preguntes bones porta temps i és altament recomanable poder crear-les en una plataforma i amb un format tecnològic neutre.
La versió 1.0 de QTI es basava en el llenguatge propietari QML definit per Questionmark.
La versió més estesa de QTI és la 1.2, que va veure la llum en 2002. Funciona molt bé per a l'intercanvi de tipus de preguntes simples i està suportada per la gran majoria d'eines que permeten crear preguntes.
La versió 2.0 va ser alliberada en el 2005 i inclou importants millores que la fan més precisa. Malgrat això, de moment, no acaba d'enlairar-se.